# Pelomedusenschildkröten
Die Pelomedusenschildkröten (Pelomedusidae) sind eine Familie in Süßgewässern lebender Schildkröten aus dem östlichen und südlichen Afrika. Der meist runde Panzer erreicht eine Länge von 12 bis 45 Zentimetern. Pelomedusenschildkröten sind nicht imstande, ihren Kopf senkrecht zur Panzeröffnung in einem S-förmigen Bogen einzuziehen. Stattdessen legen sie den Kopf beim Einziehen mittels einer horizontalen S-förmigen Bewegung seitlich unter den Panzer und gehören deshalb zu den Halswender-Schildkröten (Pleurodira).
Die Familie enthält nur zwei Gattungen. Sie unterscheiden sich durch ein Scharnier im Vorderteil des
Plastron von ihren nächsten Verwandten.
Pelomedusenschildkröten verbringen die meiste Zeit auf dem Grund von Flüssen oder von flachen Seen, teilweise eingegraben. Die Trockenzeit verbringen viele Arten im Schlamm vergraben. Sie ernähren sich von wirbellosen Tieren, wie Insekten, Weichtieren und Würmern.

## Systematik
Die verwandte Familie Podocnemididae wird entweder als eigenständige Familie oder als Unterfamilie der Pelomedusenschildkröten angesehen. Im letzten Fall werden die afrikanischen Pelomedusenschildkröten zur Unterfamilie Pelomedusinae.

## Gattungen und Arten
- Gattung Starrbrust-Pelomedusen (Pelomedusa Wagler, 1830)
  - Pelomedusa barbata Petzold, Vargas-Ramirez, Kehlmaier, Vamberger, Branch, Du Preez, Hofmeyr, Meyer, Schleicher, Široký & Fritz, 2014
  - Pelomedusa galeata (Schoepff, 1792)
  - Pelomedusa gehafie (Rüppell, 1835)
  - Pelomedusa kobe Petzold et al., 2014
  - Pelomedusa neumanni Petzold et al., 2014
  - Sahel-Starrbrust-Pelomeduse (Pelomedusa olivacea (Schweigger, 1812))
  - Pelomedusa schweinfurthi Petzold et al., 2014
  - Pelomedusa somalica Petzold et al., 2014
  - Starrbrust-Pelomeduse (Pelomedusa subrufa (Bonnaterre, 1789))
  - Pelomedusa variabilis Petzold et al., 2014
- Gattung Klappbrust-Pelomedusen (Pelusios Wagler, 1830)
  - Weißbrust-Pelomeduse (Pelusios adansonii (Schweigger, 1812))
  - Okavango-Pelomeduse (Pelusios bechuanicus Fitzsimons, 1932)
  - Turkana-Pelomeduse (Pelusios broadleyi Bour, 1986)
  - Gekielte Klappbrust-Pelomeduse (Pelusios carinatus Laurent, 1956)
  - Westafrikanische Klappbrust-Pelomeduse (Pelusios castaneus (Schweigger, 1812))
  - Gelbbauch-Klappbrust-Pelomeduse (Pelusios castanoides Hewitt, 1931)
  - Zentralafrikanische Klappbrust-Pelomeduse (Pelusios chapini Laurent, 1965)
  - Braune Klappbrust-Pelomeduse (Pelusios cupulatta Bour & Maran, 2003)
  - Rückenstreifen-Pelomeduse (Pelusios gabonensis (Duméril, 1856))
  - Marans Klappbrust-Pelomeduse Pelusios marani Bour, 2000
  - Zwerg-Pelomeduse (Pelusios nanus Laurent, 1956)
  - Schwarze Pelomeduse (Pelusios niger (Duméril & Bibron, 1835))
  - Schwarzbauch-Pelomeduse (Pelusios rhodesianus Hewitt, 1927)
  - Gezackte Pelomeduse (Pelusios sinuatus (Smith, 1838))
  - Dunkle Pelomeduse (Pelusios subniger (Lacépéde, 1789))
  - Upemba-Pelomeduse (Pelusios upembae Broadley, 1981)
  - Ostafrikanische Klappbrust-Pelomeduse (Pelusios williamsi Laurent, 1965)